# Grindelia
Grindelia é um género botânico pertencente à família Asteraceae.